# Unidos do Peruche
O Grêmio Recreativo Cultural Social Escola de Samba Unidos do Peruche é uma das mais tradicionais escola de samba da cidade de São Paulo e do Brasil. Fora criada na década de 1950 a partir de um grupo de amigos que participavam da escola de samba Lavapés. A escola é conhecido como "a filial do samba" e possui em seu pavilhão as mesmas cores da bandeira do Brasil.
Apesar de ter origem no Parque Peruche, a escola atualmente está sediada fora do bairro, na Avenida Ordem e Progresso, nº 1061, Limão.
É uma das principais escolas de samba de São Paulo, tri-campeã do grupo especial na década de 1960. Após um bom início na década de 1970 no meio desse período declinou. A partir de 1985 o falecido Walter Guariglio fez vários intercâmbios com os carnavalescos cariocas, o que impulsionou a Peruche a um grande salto de qualidade em alegorias e fantasias, fato este que culminou com o enriquecimento estético da escola, do carnaval paulistano e na forma de evolução das alas que se vê hoje em dia. Mesmo assim não sagrou-se campeã.
O Peruche também é conhecido pelo seu time de compositores e intérpretes, com nomes como Jamelão, Quinho do Salgueiro e Eliana de Lima que já fizeram parte da sua história. Talvez  o fato mais marcante deste elenco se deu no ano de 1991, na inauguração do Sambódromo do Anhembi, quando Eliana de Lima, grávida, teve que deixar o desfile nas mãos de Bernadete, para dar à luz o seu 1º filho.

## Símbolos
A Unidos do Peruche teve 3 símbolos: O primeiro eram duas mãozinhas, o segundo é a constelação do Cruzeiro do Sul (em referência aos títulos de 1981, 2008 e ao tricampeonato de 1965/66/67)  e o terceiro é um ritmista de bateria caracterizado com a roupagem de antigamente, elegantemente vestido como um nobre da corte real, tocando um tamborim (conhecido como Peruchinho). Atualmente, os dois últimos símbolos foram mesclados para a formação do recente brasão da escola, ou seja, o Peruchinho (que se tornou o mascote oficial da escola) com o Cruzeiro do Sul ao fundo.

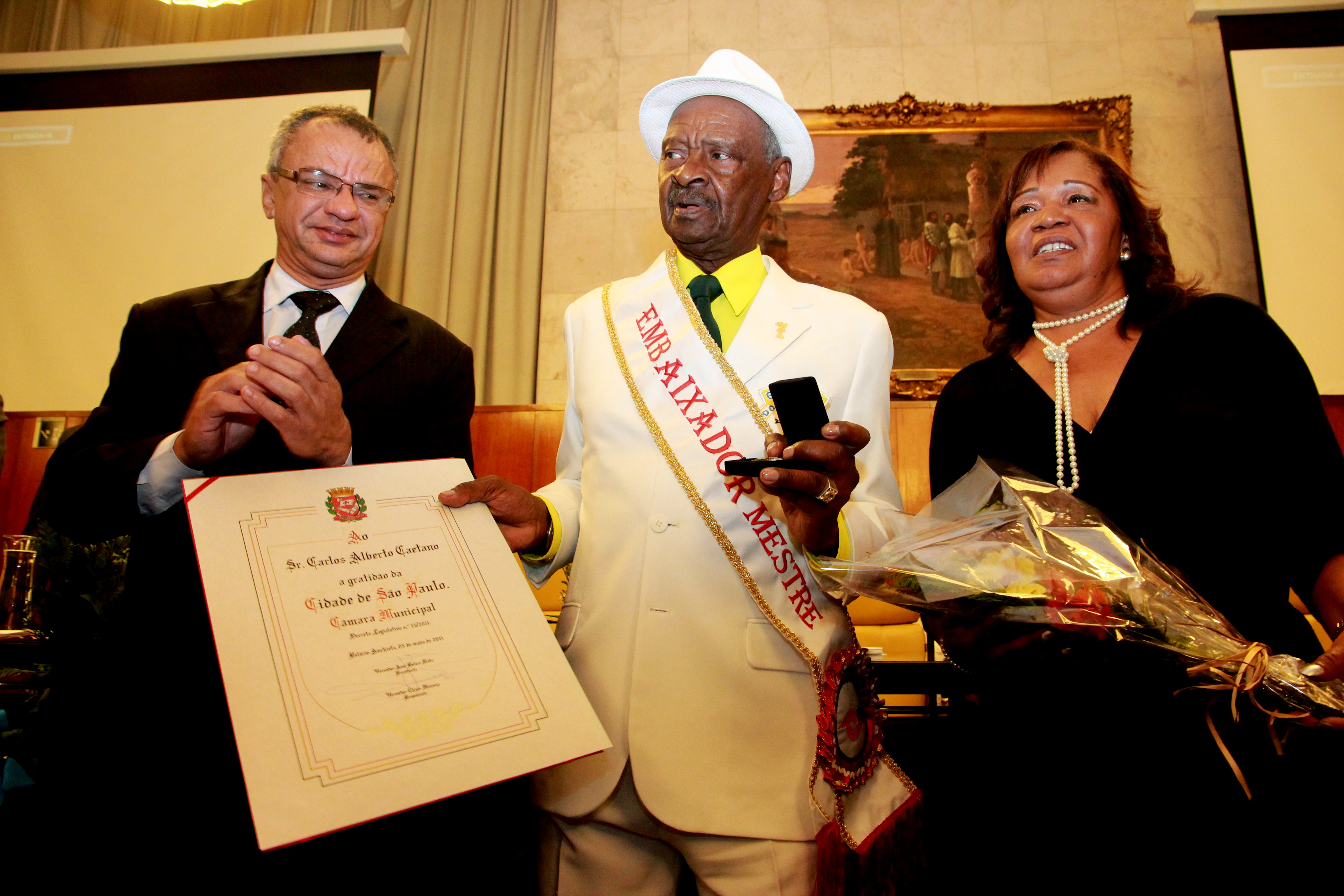
Chico Macena entrega Medalha de Anchieta e Diploma de Gratidão ao Seu Carlão da Unidos do Peruche

## História
A Sociedade Recreativa Cultural e Beneficente Unidos do Peruche foi fundada na década de 1950 por moradores do Parque Peruche e Vila Espanhola, que desfilavam em diversas agremiações da época, tais como Lavapés, Rosas Negras, Garotos do Itaim, e nos cordões Campos Elíseos e Paulistano da Glória. Entre seus fundadores estavam João Cândido da Silva, conhecido como Cachimbo e Carlos Alberto Caetano, conhecido como "Seu Carlão", Luiza (Dona Lele, Seu Zebu, Sr. Alcides, Helio Cleto, Sr. Décio, Gilberto Bonga, entre outros, que decidiram fundar um bloco de foliões no Parque Peruche, surgindo assim a Sociedade Esportiva Recreativa Beneficente Unidos do Parque Peruche. A escola de samba já que possuía, logo de início, uma quadra de ensaios, no terreno conhecido como "Terreiro do Caqui".
Importante salientar a importância do bloco Ritmos de Ouro conceituado na região da zona norte na ocasião.
Os times de futebol da região ajudaram a escola emprestando instrumentos. Mesmo assim, eram insuficientes para o tamanho da escola, que crescia cada vez mais. Até essa época, o Clube dos Lojistas da Lapa colaborava com a escola. A partir de 1967, quando a Prefeitura de São Paulo oficializou os desfiles, a escola perdeu o apoio e começou a encontrar dificuldades. Nesse mesmo período, a Peruche vendeu sua quadra e começou a ensaiar na Rua Zilda. Algum tempo depois, a entidade adquiriu um imóvel na Rua C, que ainda assim era pequeno para a realização dos ensaios. Uma terceira quadra foi adquirida, um terreno no Morro do Chapéu. Por fim, com a venda deste imóvel, a escola adquiriu o espaço onde se encontra a atual quadra da escola, desta vez, fora de seu bairro de origem.
A Peruche tornou-se vice-campeã de 1968 a 1971. Em 1970 embalada pelo enredo "Rei Café" a escola arrastou multidões no Anhangabaú e teve um inexplicável vice-campeonato como resultado, questionado até hoje inclusive pelo fundador da escola Carlão do Peruche.
Em meados dos anos 1970 a escola amargou perda de quadra, mudanças no comando que ocasionou maus resultados até que foi rebaixada em 1979 para o segundo grupo. Voltou em 1982 e a partir de 1984 para 1985 a Peruche traz o Mestre Lagrila e Eliana de Lima apostando no jovem Raul de Diniz e no enredo "Agua Cristalina" autoria de Thereza Santos. Com um espaço na Av. Ordem e Progresso 1061 no Limão a nova quadra de ensaios sob a administração de Walter Guariglio torna-se o ponto forte da escola.
Mas um dos desfiles considerados mais marcantes foi o de 1988, quando a escola, numa apresentação luxuosa com carros alegóricos gigantescos, contou com dois grandes intérpretes puxando seu samba: Jamelão e Eliana de Lima. Devido à forte chuva que atrapalhou o desfile naquele ano, a escola conseguiu, no entanto, apenas um quinto lugar.
Em 1989, o conhecido carnavalesco carioca Joãozinho Trinta desenvolveu o enredo. Em 1990 Joãozinho deixou um auxiliar em seu lugar, sendo Eliana de Lima a nova intérprete. Naquele ano, a Peruche desfilou com 2500 componentes, durante uma noite chuvosa, onde justamente seu desfile não foi atingido pela chuva. Devido a alguns problemas na evolução a escola terminou na apuração a um ponto da campeã.
Em 1991, a escola inova trazendo duas mulheres ao microfone: Bernardete e Eliana de Lima. Já o andamento do barracão não é o mesmo: às pressas a escola trocou de carnavalesco, com a chegada de Laíla. Eliana entra em trabalho de parto, tendo que sair às pressas e deixando Bernardete para cantar sozinha. Em 1992, a agremiação novamente a escola sucumbe diante de uma gama de problemas de harmonia e evolução. Já no ano de 1993, a Peruche levanta a arquibancada, porém problemas de alegorias fizeram com que a agremiação se atrasasse, perdesse pontos, obtendo um 8º lugar muito pouco festejado.
No ano seguinte novamente Jamelão retorna ao posto de intérprete, novamente a Peruche desfila aspirando conquistar o título, mas novamente uma chuva forte e constante fez com que os carros fossem quebrando ao longo da avenida. Dois carros que não conseguiram passar acabaram ficando no recuo, ocasionando a perda de 14 pontos. Naquele ano, a Peruche terminou com, já descontadas as perdas, 272,50 pontos, enquanto a campeã Rosas de Ouro obteve no total fez 289,00 pontos.
Indignada com a perda dos pontos em 94, para 1995 a direção da escola preparou o enredo de  protesto "Não Deixe o Samba Sambar", uma crítica irreverente às inovações do carnaval que desrespeitariam as tradições do samba. Na apuração, acabou disputando apenas o sétimo lugar com a vizinha Mocidade Alegre.
Durante algum tempo, por problemas internos da escola, parte da comunidade foi gradualmente se afastando, o que gerou inclusive uma dissidência, a Império de Casa Verde, que nascendo com o apoio do bicheiro Chico Ronda, viria a ser mais tarde uma das maiores escolas de samba de São Paulo, numa ascensão meteórica.
No final dos anos 1990 a Peruche foi rebaixada, voltando em 2001 para o Grupo Especial ao ser vice do Grupo de Acesso. Em 2003, um acontecimento comovente: a poucos dias do Carnaval, o barracão do Peruche pega fogo e alguns carros são atingidos. Muitas escolas se solidarizam e doam material, fazendo com que a escola consiga desfilar, um problema similar aconteceu em 2011, quando a Cidade do Samba, no Rio de Janeiro, pegou fogo e três barracões foram atingidos, os das escolas Grande Rio, União da Ilha e Portela. Ainda assim isso não evita que ela termine em último lugar, sendo a princípio rebaixada, o que faz sua então presidente passar mal após ter uma crise de choro no fim da apuração, enquanto dava entrevistas. Ela alegava que depois de toda a dificuldade para sua escola entrar na avenida, não seria justo deixar de rebaixar o Império de Casa Verde (que deveria cair, mas numa decisão de última hora, o presidente da Liga resolveu que não cairia ),e rebaixar a sua escola. Após uma série de discussões, Peruche e Barroca Zona Sul se mantiveram no Grupo Especial, porém ao contrário do Império, não conseguiram se firmar, e no ano seguinte a Peruche foi a penúltima colocada, caindo novamente (a Barroca conseguiu se manter por mais um ano).
Após desfilar no Grupo de acesso em 2005, a Unidos do Peruche conseguiu ser vice-campeã novamente, voltando ao Grupo Especial para 2006.
Neste ano, a Peruche, primeira a desfilar, fez um enredo em homenagem a Santos Dumont, desenvolvido por um dos carnavalescos campeões pelo Império no ano anterior. Se propondo a resgatar algumas das antigas tradições da escola, este foi de porta em porta chamar de volta alguns antigos componentes que estavam magoados com a escola. O desfile vem acima do esperado e a Peruche consegue se manter no Especial naquele ano, porém em 2007, ao homenagear a Turma da Mônica, novamente a escola termina em penúltimo, voltando ao Grupo de Acesso para 2008. No ano de 2009, juntamente com a Leandro de Itaquera, retorna ao Grupo Especial do Carnaval de São Paulo.
Em 2009 a Escola falou sobre joias, com o enredo  Do ventre da Terra a indomável cobiça do homem, porém acabou voltando para o Grupo de acesso, tendo terminado na última posição.
Em 2010, de volta ao grupo de acesso com outras duas tradicionalíssimas escolas de samba, a Nenê de Vila Matilde e o Camisa Verde e Branco, favoritas ao acesso, enredo sobre como as religiões chegaram e se desenvolveram na cidade de São Paulo intitulado "São Paulo, Olhai por Nós", conquistou o vice-campeonato com 268,00 os mesmos pontos que a Dragões da Real, desempatadas no quesito Alegoria.
Em 2011 falou sobre os 100 anos do Theatro Municipal de São Paulo com o enredo: "Bravo! Bravíssimo! Peruche Apresenta 100 Anos do Theatro Municipal de São Paulo - O Retrato da Arte Brasileira". Teve Toninho Penteado como cantor principal, sendo que Bernardete, Tiago Melodia, Manoel e Toninho Penteado gravaram no CD, com Tinga sendo auxiliar, além de ter a modelo Caroline Bittencourt como sua rainha de bateria. A escola sofreu duros golpes com gravíssimos erros de evolução, os chamados "Buracos" - Espaços deixados entre alas ou carros, e assim, punidos em regulamento - surgiram durante o desfile graças aos problemas com as alegorias na concentração. A escola ultrapassou o limite máximo do tempo em três minutos e o presidente optou por deixar dois carros de fora do desfile, pois poderia atrasar ainda mais o desfile. Ao fim da apuração, a "filial do samba" foi rebaixada ao grupo de acesso.
No ano seguinte Anderson Paz, intérprete consagrado, com passagens em escolas, como São Clemente e Estácio. assume o posto de intérprete, além disso continua com Amarildo de Mello, como carnavalesco.
Já em 2014, a tradicionalíssima escola surpreendeu o mundo do samba após ocupar o penúltimo lugar do grupo de acesso. Com o enredo "A beleza é imperfeita e a loucura é genial" e seu desfile, do carnavalesco Eduardo Caetano, a  mesma obteve notas baixíssimas, sendo seu ápice negativo no quesito Evolução. A situação se alarmou levando-se em conta as notas válidas, já que se tais fossem somadas sem penalidades desferidas a nenhuma escola, a "Filial do Samba" seria rebaixada naquele ano ao grupo 1-UESP.
Em 2015, passando por um processo interno de reestruturação, a escola apresentou no Anhembi o enredo "Karabá e a lenda do menino do coração de ouro", do carnavalesco estreante na agremiação, Murilo Lobo. A comunidade mostrou garra durante todo o desfile, e a simplicidade plástica, forçada por problemas financeiros, foi compensada com um ótimo acabamento e concepção de suas alegorias e fantasias, assim como um desenvolvimento irretocável do enredo. O samba, destaque no pré-carnaval, funcionou muito bem, propiciando uma harmonia primorosa. A bateria Rolo Compressor, assim conhecida, levantou os presentes nas arquibancadas, fechando a apresentação e credenciando a escola do parque Peruche ao título. Posteriormente, o desfile fora aclamado pelo público e mídia, conquistando na apuração das notas dias depois, o título de campeã do carnaval do acesso paulistano. Na apuração, a agremiação ascendeu ao grupo de elite do carnaval paulistano juntamente com a sua co-irmã Pérola Negra.
Em 2016 comemorou 60 anos de fundação, e  apresentou na avenida um desfile em homenagem aos 100 anos da gravação do primeiro samba, Pelo Telefone. Aberto por uma comissão de frente representando os instrumentos musicais do samba sendo guiados pelo mascote da escola, o "Peruchinho", o desfile apresentou problemas em alguns setores, porém, arrancou aplausos e gritos durante a passagem.[carece de fontes?] Esse desfile também ficou marcado por uma controvérsia, quando uma musa, que ao atravessar o centro da passarela, arrancou a sua fantasia e ficou semi-nua, com o objetivo para fazer um protesto contra a presidente do Brasil, Dilma Roussef.
Em 2017, com o enredo "A Peruche no maior axé exalta Salvador, cidade da Bahia, caldeirão de raças, cultura, fé e alegria" dos Carnavalescos Murilo Lobo e Sérgio Caputo Gal, a escola relembrou a sua época de apogeu com uma apresentação, segundo os presentes e mídia especializada, surpreendente e empolgante. Sendo a segunda escola a desfilar, o samba aclamado pelo público foi um dos grandes propulsores para o sucesso do desfile da tradicional escola, que ferveu o público nas arquibancadas. O grande destaque plástico foi a impactante entrada, um cortejo de cavalos marinhos em meio a primeira ala abriu cortejo para o carro abre-alas gigantesco, que já nos primeiros minutos, causou furor a soltar milhares de pombas da paz biodegradáveis pelo céu de São Paulo. A bateria Rolo Compressor executou diversas bossas e breques fazendo o público explodir no início do refrão principal. A escola terminou sua apresentação usando todo o tempo disponível, sem causar grandes prejuízos ao quesito Evolução. A escola terminou na 11° posição após notas baixas no quesito alegoria, reconhecida como o ponto "Aquém" no desfile competente encarado como um novo passo na recuperação da escola. Ainda em 2017, os carnavalescos Murilo Lobo, na agremiação desde 2015, e Sério Caputo Gal, recém chegado, anunciaram a sua despedida do comando artístico da escola.
Para 2018 a escola desenvolveu um enredo em homenagem ao cantor, compositor e sambista Martinho da Vila. O samba-enredo escolhido foi fruto da junção de duas obras. Na apuração do Carnaval, a escola perdeu notas principalmente em Enredo e Fantasias, e acabou sendo rebaixada ao Acesso.
Após voltar ao Acesso em 2019, contratou o carnavalesco Amaury Santos para desenvolver um enredo afro sobre a fertilidade do solo, as inovações e a ancestralidade. A Peruche acabou rebaixada novamente, desta vez para o Acesso 2, após terminar na oitava colocação. Após o Carnaval, o presidente da escola, Sidney Moraes, apresentou carta de renúncia, e algumas semanas após, sua vice, Cláudia Albiere, também apresentou renúncia. Uma eleição foi marcada para maio, onde a chapa “Limpa”, formada por Alessandro Zoio (presidente), Claudia Zamboni (vice-presidente), Maurilio (secretário) e Márcio (tesoureiro), derrotou, por 223 votos a 73, a chapa concorrente, liderada por Carlos Roque, então presidente do conselho fiscal, sendo que 4 votos anulados.

## Segmentos

### Presidentes
| Nome                                | Mandato                           | Ref.          |
| ----------------------------------- | --------------------------------- | ------------- |
| Carlos Alberto Caetano "Seo Carlão" | 1956 - 1985                       |               |
| Gregório Fidélis                    | 1981 - 1985                       |               |
| Walter Guaríglio                    | 1985 - 1995                       |               |
| Luiz Carlos Silveira                | 1995 - 1996                       |               |
| Wágner A. Caetano (Waltinho)        | 1996 - 1998                       |               |
| Carlos Alberto de Lima              | 1998 - 2000                       |               |
| Rosiane Paraguaçú                   | 2000 - 2001                       |               |
| Elizabete Maria Míssio              | 2001 - 2004                       |               |
| Walter Guaríglio                    | 2004 - 2005                       |               |
| Antônio Chaves                      | 2005 - 2009                       |               |
| Rodolpho Pricoli Filho              | 2009 - 2012                       | [ 19 ]        |
| Luiz Carlos Telles                  | 2012 - 2013                       |               |
| Otacílio Ribeiro Filho              | 2013 - 2014                       |               |
| Álvaro Vieira Lima Filho            | maio de 2013 - agosto de 2014     |               |
| Luiz Carlos Telles                  | 2015 - 2016                       |               |
| Sidney de Moraes (Ney)              | 2016 - fevereiro de 2019          | [ 17 ] [ 20 ] |
| Cláudia Albiere                     | fevereiro de 2019 - abril de 2019 | [ 17 ]        |
| Alessandro Lopes (Zóio)             | 2019 - 2025                       | [ 18 ]        |

### Presidente de Honra

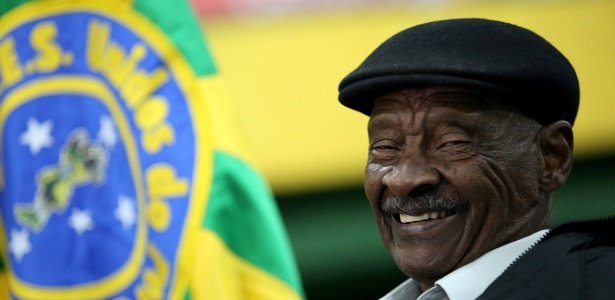
Seu Carlão

| Período         | Nome                     | Ref.   |
| --------------- | ------------------------ | ------ |
| 1956-atualidade | Seo Carlão (in memoriam) | [ 21 ] |

### Intérpretes

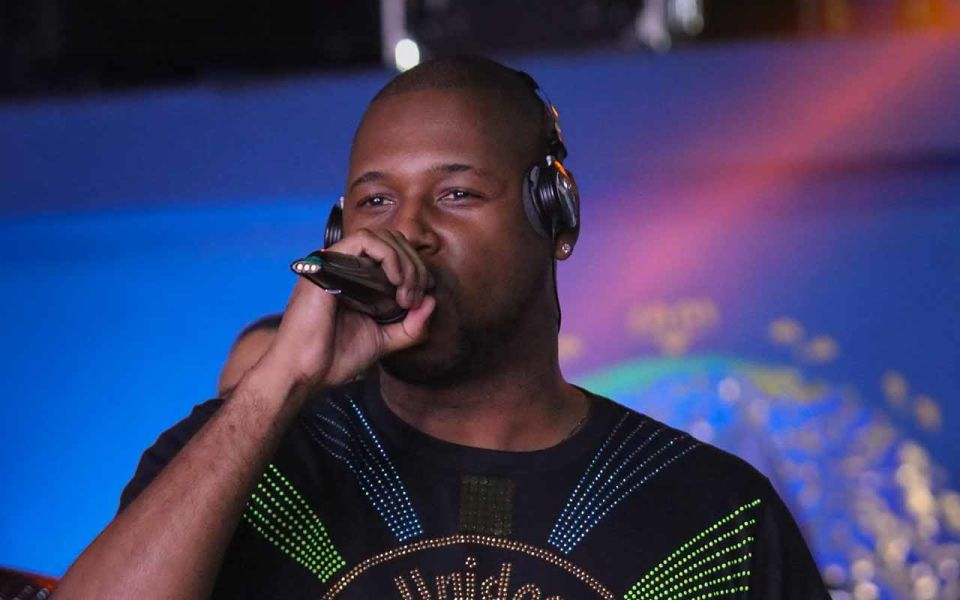
Interprete: Alex

| Carnavais | Intérprete oficial                    | Ref.   |
| --------- | ------------------------------------- | ------ |
| 1968      | Zé Maria                              |        |
| 1969      | Tunicão                               |        |
| 1977-1978 | Favela                                |        |
| 1979      | Alcídes                               |        |
| 1980-1984 | Favela                                |        |
| 1985-1987 | Eliana de Lima                        |        |
| 1988      | Jamelão e Eliana de Lima              |        |
| 1989      | Jamelão                               |        |
| 1990      | Eliana de Lima                        |        |
| 1991-1993 | Bernadete                             |        |
| 1994      | Jamelão                               |        |
| 1995      | Vaguinho                              |        |
| 1996-1997 | Nego Ivair e Marquinhos Trindade      |        |
| 1998      | Jamelão                               |        |
| 1999      | Léllo Garoto                          |        |
| 2000      | Freddy Vianna e Nilson Valentim       |        |
| 2001      | Carlão Maneiro                        |        |
| 2002-2003 | Eliana de Lima                        |        |
| 2004      | Leandro Alegria                       |        |
| 2005      | Leandro Alegria e Leandro Di Menor    |        |
| 2006      | Leandro Alegria e Toninho Penteado    |        |
| 2007      | Leandro Alegria                       |        |
| 2008      | Anderson de Deus e Márcio Camargo     |        |
| 2009      | Leandro Alegria                       |        |
| 2010      | Toninho Penteado, Bernadete e Rubinho |        |
| 2011      | Toninho Penteado, Bernadete e Tinga   |        |
| 2012      | Anderson Paz                          |        |
| 2013-2014 | Toninho Penteado                      |        |
| 2015-2016 | Toninho Penteado e Quinho             |        |
| 2017-2019 | Toninho Penteado                      |        |
| 2020      | Léo Reis e Leandro Alegria            |        |
| 2022-2023 | Alex Soares                           |        |
| 2024-2025 | Renan Bier                            | [ 22 ] |
| 2026      | Agnaldo Amaral                        |        |

### Diretores
Na bateria suas inovações vieram nos anos 1950 como primeira escola a implantar o repinique em São Paulo (tocado por Irajá que foi batizado pelo Mestre André da Padre Miguel) na época do Mestre Gilberto Bonga que em 1970 ja contava com 300 ritmistas na bateria tendo que dividi-la em pleno desfile. Após a saída de Gilberto Bonga passaram Nene Pauzinho, Amstrong, Lagrila, Luizinho, Divino, Magui, Paulão da União da Ilha, Xandão, Marquinhos, Cal, Valdeci da Ilha e agora Marquinhos Gomes retomou o trabalho. A perda da identidade de ritmo foi prejudicial a escola de exemplo de 1995 a 1999 a bateria (chamada carinhosamente de Rolo Compressor) executava a batida de taróis e caixas com apenas uma baqueta uma inovação muito criticada pelos sambistas até hoje.
| Período   | Diretor de Carnaval                      | Diretor geral de harmonia                                                                | Mestre de bateria    | Ref.   |
| --------- | ---------------------------------------- | ---------------------------------------------------------------------------------------- | -------------------- | ------ |
| 2009-2013 | José Edmilson Silvestre da Silva "Ninho" | Marco Antonio do Espírito Santo, Rodrigo Teixeira, Leonardo da Silva e Luiz Carlos Gomes | Marquinhos           | [ 19 ] |
| 2014-2016 | Ednaldo Santos                           | Antonio Soares "Toninho"                                                                 | Marquinhos           | [ 20 ] |
| 2017-2018 | Ednaldo Santos                           | Antonio Soares "Toninho"                                                                 | Mestre Call          |        |
| 2019-2022 | Ednaldo Santos                           | Antonio Soares "Toninho"                                                                 | Mestre Call          |        |
| 2023      | Ninho                                    | Ricardo Americano                                                                        | Acerola de Angola    |        |
| 2024      | Ninho                                    | Ricardo Americano, Vânia Cristina Lara e Julio Cesar                                     | Mestre Marcel Bonfim | [ 23 ] |
| 2025      | Ninho                                    | Gutemberg                                                                                | Mestre Marcel Bonfim |        |
| 2026      | Ninho / Wagner Caetano                   | Julio Cezar                                                                              | Mestre "Azeitona"    |        |

### Coreógrafos

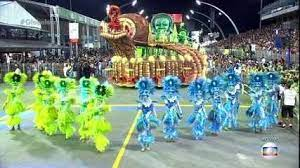
Coreógrafa: Paula Gasparini

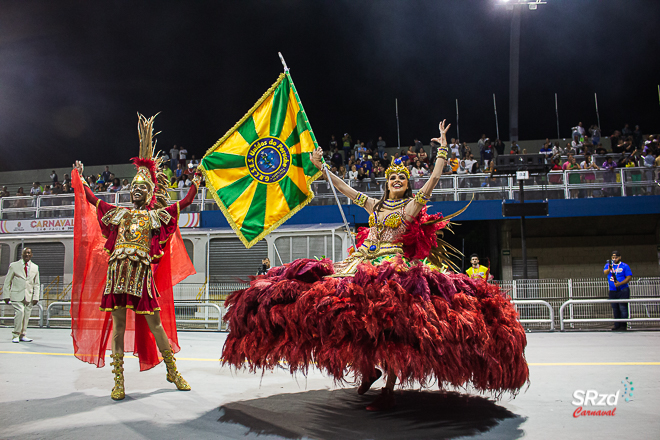
Natalia Bete e Kawê Lacorte

| Período      | Nome                               | Ref.   |
| ------------ | ---------------------------------- | ------ |
| 2014         | Lívio Castro                       | [ 20 ] |
| 2015-2016    | Paula Gasparini                    |        |
| 2017         | Régis Santos                       | [ 24 ] |
| 2018         | Paula Gasparini e Jonathan Paulino |        |
| 2019         | Patricia Maia                      |        |
| 2020-2022    | Pedro Vinícius                     | [ 25 ] |
| 2023         | Matheus Cardoso                    | [ 26 ] |
| 2024         | Fernando Lee                       |        |
| 2025 - Atual | Carllos Alvez                      |        |

### Casal de Mestre-sala e Porta-bandeira
| Período   | Nome                               | Ref.   |
| --------- | ---------------------------------- | ------ |
| 1956      | Manezinho e Janete                 |        |
| 1972-1973 | Wagner Caetano e Sueli             |        |
| 1974-1976 | Wagner Caetano e Idalina           |        |
| 1987-1989 | Inho e Renata                      |        |
| 1990      | Serginho e Lídia                   |        |
| 1991      | Jairo e Lídia                      |        |
| 1992-1998 | Moreno e Lídia                     |        |
| 1999      | Emerson Ramires e Lídia            |        |
| 2000-2002 | Serginho e Lídia                   |        |
| 2003      | Paulo Guedes e Lídia               |        |
| 2004      | André e Gisa                       |        |
| 2005      | Leandro e Fernanda                 |        |
| 2006      | Jocimar Martins e Fernanda         |        |
| 2007-2008 | Rubens de Castro e Edilaine        |        |
| 2009      | Alexsandro e Edilaine              |        |
| 2010      | Everson e Edilaine                 |        |
| 2011      | Emerson Nunes e Cinthya            |        |
| 2012      | Emerson Nunes e Jéssica            |        |
| 2013-2014 | Ruhanan e Ana Paula                |        |
| 2015      | Róbinson Silva e Thais Paraguassú  | [ 27 ] |
| 2016-2017 | Fabiano Dourado e Thais Paraguassú |        |
| 2018      | Jefferson Gomes e Thais Paraguassú |        |
| 2019      | Jeff Antony e Thais Paraguassú     |        |
| 2020-2023 | Kawê Lacorte e Nathalia Bete       |        |
| 2024      | Gabriel Vullen e Joice Prado       | [ 28 ] |
| 2025      | Patrick Vicente e Sofia Nascimento |        |
| 2026      | Daniel Vitro e Taiane Caetano      |        |

### Corte de Bateria

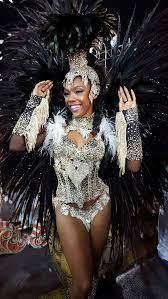
Stephanye Cristine

| Período   | Rainha                  | Madrinha          | Musa               | Princesa          | Rainha Mirim        | Rainha Trans   | Passista de Ouro   | Ref                  |
| --------- | ----------------------- | ----------------- | ------------------ | ----------------- | ------------------- | -------------- | ------------------ | -------------------- |
| 2002      |                         | Suzana Alves      |                    |                   |                     |                |                    | [ 29 ]               |
| 2003      | Renée Oliveira          | Helen Ganzarolli  | Lívia Andrade      |                   |                     |                |                    | [ 30 ]               |
| 2004-2005 | Valquíria Ribeiro       |                   |                    |                   | Stephanye Cristinie |                |                    |                      |
| 2006      | Luana Safire            | Valquíria Ribeiro |                    |                   |                     |                |                    |                      |
| 2007      |                         | Aline Barbosa     | Rhenata Schmidt    |                   | Stephanie Cristinye |                |                    | [ 31 ]               |
| 2008-2009 | Mara Kelly              |                   |                    |                   | Stephanye Cristine  |                |                    |                      |
| 2010      | Pamella Guedes          | Dani França       |                    |                   | Stephanie Cristine  |                |                    |                      |
| 2011      | Caroline Bittencourt    | Dani França       |                    | Juliana Guariglio | Stephanie Cristine  |                |                    | [ 32 ]               |
| 2012      | Cláudia Colucci (Cacau) | Dani França       |                    | Juliana Guariglio | Stephanie Cristine  |                |                    | [ 33 ]               |
| 2013      | Lola Melnick            | Dani França       |                    | Juliana Guariglio |                     |                | Stephanye Cristine | [ 34 ]               |
| 2014      | Stephanye Cristinne     |                   | Ana Paula Minerato |                   |                     |                |                    | [ 3 ]                |
| 2015-2016 | Stephanye Cristinne     | Nuelle Alves      | Débora Alberto     | Michelle Tobias   |                     |                |                    | [ 35 ] [ 36 ] [ 37 ] |
| 2017      | Stephanye Cristinne     | Pri Santtana      | Júlia Menezes      | Francieli Terres  |                     |                | Fabi Frota         | [ 38 ]               |
| 2018      | Stephanye Cristinne     | Francieli Terres  |                    |                   |                     |                |                    | [ 39 ]               |
| 2019      |                         | Rita Cadillac     | Raissa Barbosa     |                   | Dandara Natália     |                |                    | [ 40 ]               |
| 2020      | Michelle Tobias         |                   |                    |                   | Dandara Natália     |                |                    |                      |
| 2021      | Simony                  | Barbara Melo      | Dani França        | Mariane Loduvico  | Dandara Natália     | Kamily Santos  | Emerson Pereira    |                      |
| 2022-2023 | Juliana Guariglio       | Susana Oliveira   | Dani França        | Mariane Loduvico  | Dandara Natália     | Kamilly Santos | Emerson Pereira    | [ 41 ]               |
| 2024      | Andreya Venâncio        | Susana Oliveira   | Paulinha           | Yasmin Lagatta    | Dandara Natália     |                | Emerson Pereira    |                      |

## Carnavais
| Ano  | Colocação | Grupo | Enredo | Carnavalesco | Ref           |
| ---- | --- | --- | --- | --- | ------------- |
| 1956 | 5º lugar | Grupo 1 | Homenagem | Carlos Alberto Caetano                                                                                                 |               |
| 1957 | Campeã | Grupo 1 | Menção Honrosa | Carlos Alberto Caetano                                                                                                 |               |
| 1958 | Vice-campeã | Grupo 1 | Samba | Carlos Alberto Caetano                                                                                                 |               |
| 1959 | 4º lugar | Grupo 1 | Duque de Caxias | Carlos Alberto Caetano                                                                                                 |               |
| 1960 | 3º lugar | Grupo 1 | Barão de Mauá | Geraldo Filme |               |
| 1961 | Vice-campeã | Grupo 1 | Navio Negreiro | Geraldo Filme |               |
| 1962 | Campeã | Grupo Especial | Castro Alves | Geraldo Filme |               |
| 1963 | Vice-campeã | Especial | Guerra do Paraguai | Geraldo Filme |               |
| 1964 | 3º lugar | Especial | Brasília | Cobrinha |               |
| 1965 | Campeã | Grupo Especial | IV Centenário do Rio de Janeiro | B. Lobo |               |
| 1966 | Campeã | Grupo Especial | Homenagem a Carlos Gomes | Geraldo Filme |               |
| 1967 | Campeã | Grupo Especial | Exaltação a São Paulo | Geraldo Filme e B. Lobo                                                                                                |               |
| 1968 | Vice-campeã | Especial | 50 Anos de Samba - Meio Século de Glórias | J. Muniz Júnior |               |
| 1969 | Vice-campeã | Especial | História da Casa Verde | Geraldo Filme |               |
| 1970 | Vice-campeã | Especial | O Rei Café | Geraldo Filme |               |
| 1971 | Vice-campeã | Especial | Festa de Pirapora | Geraldo Filme |               |
| 1972 | 6º lugar | Especial | Chamada aos Heróis da Independência | Geraldo Filme |               |
| 1973 | 6º lugar | Especial | Brasilidade | B. Lobo |               |
| 1974 | 6º lugar | Especial | Quatro Festas do Folclore Brasileiro | Júlio César e Alfredo Boulos                                                                                           |               |
| 1975 | 7º lugar | Especial | Felipe Mina, o Senhor dos Diamantes | B. Lobo |               |
| 1976 | 8º lugar | Especial | Afoxé da Bahia | Willian Penteado e Euclides Machado                                                                                    |               |
| 1977 | 10º lugar | Especial | Eternos Vigilantes - Homenagem ao Corpo de Bombeiros | Pinheirão |               |
| 1978 | 9º lugar | Especial | Di Cavalcanti "Dos Carnavais e das Mulatas" | B. Lobo |               |
| 1979 | 9º lugar | Especial | Abertura dos Portos | Pinheirão e Júlio César                                                                                                |               |
| 1980 | 9º lugar | Especial | Fábulas Fabulosas | Nery Balmaceda |               |
| 1981 | Campeã | Acesso | Moço de Prata, Vitória-régia no Carnaval | Nery Balmaceda |               |
| 1982 | 7º lugar | Especial | No Reino de Mãe D'Água | Nery Balmaceda |               |
| 1983 | 8º lugar | Especial | O Criador de Ilusões | Edson Machado |               |
| 1984 | 7º lugar | Especial | No Reino da Carochinha | Nery Balmaceda |               |
| 1985 | 5º lugar | Especial | Água Cristalina | Raul Diniz |               |
| 1986 | 5º lugar | Especial | Benjamin de Oliveira, o "Palhaço Negro" | Comissão de Carnaval                                                                                                   |               |
| 1987 | 4º lugar | Especial | O Rei do Dia Numa Noite de Carnaval - o Sol, a Luz da Vida | Raul Diniz |               |
| 1988 | 5º lugar | Especial | Filhos da Mãe Preta | Raul Diniz |               |
| 1989 | Vice-campeã | Especial | Os Sete Tronos dos Divinos Orixás | Joãozinho Trinta |               |
| 1990 | Vice-campeã | Especial | De Roma Pagã ao Esplendor da Paulicéia | Joãozinho Trinta |               |
| 1991 | 4º lugar | Especial | Quem não Arrisca não Petisca | Raul Diniz |               |
| 1992 | 4º lugar | Especial | O Brasil Mostra Suas Cores | Raul Diniz |               |
| 1993 | 8° lugar | Especial | Mercado, Mercador, Mercadoria | Albeci Pereira |               |
| 1994 | 7º lugar | Especial | O Reino de Oyó Visto Pelos Olhos de Xangô | Albeci Pereira e Carlo Negri                                                                                           |               |
| 1995 | 8° lugar | Especial | Não Deixe o Samba Sambar | Albeci Pereira |               |
| 1996 | 5° lugar | Especial | A Cor do Pecado - o Chocolate | Albeci Pereira |               |
| 1997 | 8º lugar | Especial | Todo Brasileiro é um Rei com a Coroa Sideral | Sidinho Ramos |               |
| 1998 | 7º lugar | Especial | Mamma África | Raul Diniz |               |
| 1999 | 9° lugar | Especial | Bill Gates - o Cérebro do Futuro | Sidinho Ramos e Frank Gal                                                                                              |               |
| 2000 | 11º lugar | Especial | Cara e Coroa, as Duas Faces de um Império | Fábio Borges |               |
| 2001 | Vice-campeã | Acesso | Raça Pura, Mistura Brasil | Fábio Borges |               |
| 2002 | 12º lugar | Especial | Guarujá, A Pérola do Atlântico | Jerônimo Guimarães |               |
| 2003 | 13° lugar | Especial | Sou Caipira e Caiçara, da Terra Encantada e do Rio Sagrado, Sou Cone Leste Paulista, Com a Bênção da Senhora Aparecida | Jerônimo Guimarães e Jonathas Marinho                                                                                  |               |
| 2004 | 15º lugar | Especial | São Paulo é Como Coração de Mãe... Sempre Cabe Mais Um | Mauro de Oliveira |               |
| 2005 | Vice-campeã | Acesso | Na Terra, no Mar, no Infinito, Somos Todos Irmãos Compositor: Betinho Oliveira. | Comissão de Carnaval                                                                                                   |               |
| 2006 | 10º lugar | Especial | Santos Dumont - Brasil e França Navegando Pelos Ares Compositor: Betinho Oliveira. | Paulo Führo |               |
| 2007 | 13º lugar | Especial | Com Mauricio de Sousa, a Unidos do Peruche, Abre-Alas, Abre-Livros, Abre-Mentes e Faz Sonhar Compositores:Maurício de Jesus, Maurinho de Jesus, Kaxitu, Geraldinho. | Augusto de Oliveira | [ 31 ]        |
| 2008 | Campeã | Acesso | Quilombos, Quilombolas, Kizomba, Meu Quilombo é Peruche! Compositores: Paulo César, Wladimir Nascimento, Fredy Vianna, Rodrigo Atração, Teco, Tubarão e Tuca Maia | Comissão de Carnaval                                                                                                   |               |
| 2009 | 14º lugar | Especial | Do ventre da Terra à indomável cobiça do homem Compositores: Rodrigo Atração, Tuca Maia, Mineiro, Gordinho e Digão. | Raul Diniz |               |
| 2010 | Vice-campeã | Acesso | São Paulo, olhai por nós! Compositores: Maurício de Jesus, Ezekiel Muvuca, Márcio Camargo, Thiago Melodia, Maurício Gomes, Pedrinho Batucada, Paulão, Alemão da Cuíca e Wladimir Tristão . | Amarildo de Mello |               |
| 2011 | 14º lugar | Especial | Abram as cortinas, o espetáculo vai começar! 100 anos do Teatro Municipal de São Paulo, Peruche vai apresentar. Bravo! Bravíssimo! Compositores:Toninho Penteado, Nascimento, Alex Lima, De Paula, Mineiro e Claudinho | Amarildo de Mello |               |
| 2012 | 6º lugar | Acesso | Vamos fugir do juízo final... ainda há tempo! Vamos ter juízo, afinal Compositores: Fernando Bom Cabelo, Fadico, Cesinha, Madu, Vadinho. | Amarildo de Mello |               |
| 2013 | 6º lugar | Acesso | O povo da floresta está em festa. A tribo da Peruche vai passar Compositores: Toninho Penteado, Claudinho, Denis Patolino, Luiz Bento, Zico Oliveira, Emerson Brasa e Denis Santiago Intérprete: Toninho Penteado. | Amarildo de Mello |               |
| 2014 | 7º lugar | Acesso | A beleza é imperfeita e a loucura é genial Compositores: Toninho Penteado, André, Mineiro, Denis Patolino, Lucas Santiago e Luiz Bento. | Eduardo Caetano |               |
| 2015 | Campeã | Acesso | Karabá e a lenda do menino de coração de ouro Compositores: Shumacker, Bola, Mydras Schmidt, Fabiano Pires e Dhall. | Murilo Lobo |               |
| 2016 | 12º lugar | Especial | Ponha um pouco de amor numa cadência e vai ver que ninguém no mundo vence a beleza que tem o samba... 100 anos de samba, minha vida, minha raiz Compositores: Jairo Roizen, Ronny Potolski, Madureira, Marcelo Madureira, Alex Barbosa, Sukatinha, Bagé, Tubino, Igor Vianna, Thiago Sousa, Gilson, Kaballa, Victor e Meiners.                                                                                  | Murilo Lobo | [ 42 ]        |
| 2017 | 11º lugar | Especial | A Peruche no maior axé exalta Salvador, cidade da Bahia, caldeirão de raças, cultura, fé e alegria Compositores:Thiago de Xangô, Douglas Chocolate, Leo Reis, Juliano, Celsinho Mody, Guga Pacheco, Tio Do, Paulinho Sorriso e Marcio Zanato. | Murilo Lobo e Sérgio Caputo Gall                                                                                       | [ 43 ]        |
| 2018 | 12° lugar | Especial | Peruche celebra Martinho: "80 anos do Dikamba da Vila" Compositores: Toninho Penteado, Émerson Brasa, Nando do Cavaco, André Filosofia, Diley Machado, Alcides Júnior, Sérgio VJS, Marcelo Vila Isa, Leandro Bata´s, Jairo Roizen, Ronny Potolski, Sukata, Morganti, Claudinho, Tavares, Valêncio, Butti, Evandro Malandro, Tubino, Alberjan, Jr Fragga, Leo Rodrigues, Rogério Acioli, Meiners e Victor Alves. | Mauro Quintaes | [ 44 ] [ 45 ] |
| 2019 | 8º lugar | Acesso | Nascem do ventre africano os valores do mundo. África, um passado presente no futuro da humanidade Compositores: Tio Do, Paulinho Sorriso, Juliano, Marcio Zanato, Thiago de Xangô, Arnaldo Luz e Douglas Chocolate | Amauri Santos | [ 46 ]        |
| 2020 | 6º lugar | Acesso 2 | Ubuntu - Por um Mundo Novo Compositores: Tio Do, Juliano, Thiago de Xangô, Douglas Chocolate e Arnaldo Luz. | Amauri Santos | [ 47 ]        |
| 2021 | Inicialmente adiados para o mês de julho, os desfiles do Carnaval 2021 foram cancelados devido a pandemia de Covid-19. | Inicialmente adiados para o mês de julho, os desfiles do Carnaval 2021 foram cancelados devido a pandemia de Covid-19. | Inicialmente adiados para o mês de julho, os desfiles do Carnaval 2021 foram cancelados devido a pandemia de Covid-19. | Inicialmente adiados para o mês de julho, os desfiles do Carnaval 2021 foram cancelados devido a pandemia de Covid-19. | [ 48 ]        |
| 2022 | Vice-Campeã | Acesso 2 | Água… Divinas Bênçãos Compositores: Arnaldo Luz, Karina Sales, Celsinho Mody, Juliano. Thiago de Xangô, Marcio Zanato, Douglas Chocolate, Paulinho Sorriso, Tio Do, Guga Pacheco e Leo Reis. | Mauro Xuxa | [ 49 ] [ 50 ] |
| 2023 | 3º lugar | Acesso 2 | A Essência Que Me Seduz Compositores: Luiz Henrique, Luiz Jacaré, Paula Azzam, Pixulé, Rapha Maslionis e Vinicius Marques. | Mauro Xuxa | [ 51 ]        |
| 2024 | 6º lugar | Acesso 2 | Da Cultura Do Reino de Ifê ao Legado da Rainha Ronke | Mauro Xuxa | [ 52 ] [ 53 ] |
| 2025 | 3° lugar | Acesso 2 | Axé, Griô! Carlão do Peruche, o Cardeal Preto do Samba | Chico Angelo | [ 54 ]        |
| 2026 | | Acesso 2 | Oi... Esse Peruche Lindo e Trigueiro... Terra de Samba e Pandeiro | Chico Spinoza |               |

## Títulos
| Títulos Unidos do Peruche | Títulos Unidos do Peruche | Títulos Unidos do Peruche | Títulos Unidos do Peruche    |
|                           | Divisão                   | Total                     | Ano                          |
| ------------------------- | ------------------------- | ------------------------- | ---------------------------- |
|                           | Grupo Especial            | 5                         | 1957, 1962, 1965, 1966, 1967 |
|                           | Grupo de Acesso           | 3                         | 1981, 2008, 2015             |

## Premiações
| Ano  | Prêmio                        | Categoria / premiados | Ref.                |
| ---- | ----------------------------- | --- | ------------------- |
| 2009 | Troféu Nota 10                | Rainha de Bateria (Mara Kelly) |                     |
| 2011 | Câmara Municipal de São Paulo | Medalha de Anchieta e o Diploma de Gratidão Carlos Alberto Caetano, o "Seu Carlão", recebeu da Câmara Municipal de São Paulo, por indicação do político Chico Macena, a Medalha de Anchieta e o Diploma de Gratidão. A homenagem, solicitada por toda comunidade da Unidos do Peruche, deve-se ao reconhecimento da cidade de São Paulo, a toda sua obra e anos de contribuição ao samba paulista. | [ 55 ]              |
| 2011 | Troféu Nota 10                | Sambista nota 10 |                     |
| 2016 | Troféu Nota 10                | Samba-enredo ("Ponha um pouco de amor numa cadência e vai ver que ninguém no mundo vence a beleza que tem o samba... 100 anos de samba, minha vida, minha raiz" - Compositores: Jairo Roizen, Ronny Potolski, Madureira, Marcelo Madureira, Alex Barbosa, Sukatinha, Bagé, Tubino, Igor Vianna, Thiago Sousa, Gilson, Kaballa, Victor e Meiners.)                                                  | [carece de fontes?] |
| 2016 | Estrela do Carnaval           | Enredo | [ 56 ]              |
| 2016 | Estrela do Carnaval           | Samba-enredo | [ 56 ]              |
| 2017 | Troféu Nota 10                | Rainha de Bateria (Stephanye Cristinne) | [carece de fontes?] |
| 2022 | Recordar é Viver              | Melhor Bateria do Acesso 2 (Mestre Acerola de Angola) |                     |
| 2023 | Recordar é Viver              | Melhor Ala de Baianas Acesso 2 (Diretor Maurílio) |                     |